# Wasserkraftwerk Villigst
Das Kraftwerk Villigst ist ein Wasserkraftwerk der Wasserwerke Westfalen an der Ruhr. Es befindet sich in Villigst, einem Ortsteil von Schwerte, Kreis Unna. Es wurde 1961 eröffnet.
Die Wehranlage besteht aus zwei Sektorwehrverschlüssen. Zwei Kaplanturbinen haben eine Nutzleistung von 815 kW und 500 kW. Das Gefälle beträgt 4,9 m.